# 贾晓琛
贾晓琛（1989年1月19日—），石家庄人，中国足球运动员，2025赛季效力于中甲球队青岛红狮。